# Asclepias linaria
Asclepias linaria (a veces llamada romerillo, nombre común de otras especies) es una especie de planta de la familia de las apocináceas. Es originaria del desierto de Mojave y desierto de Sonora en el norte de México y en California y Arizona. 

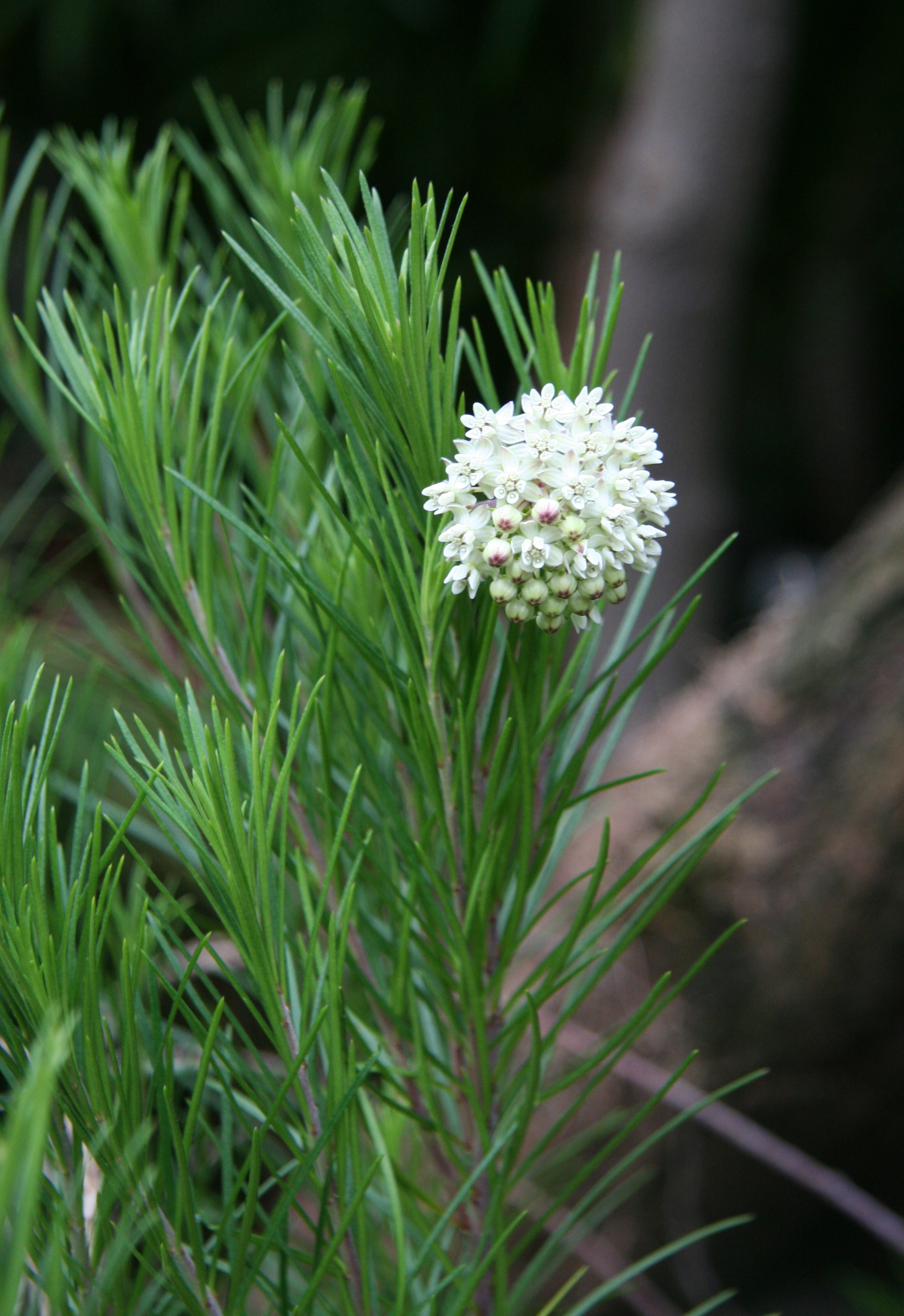
Detalle de la inflorescencia

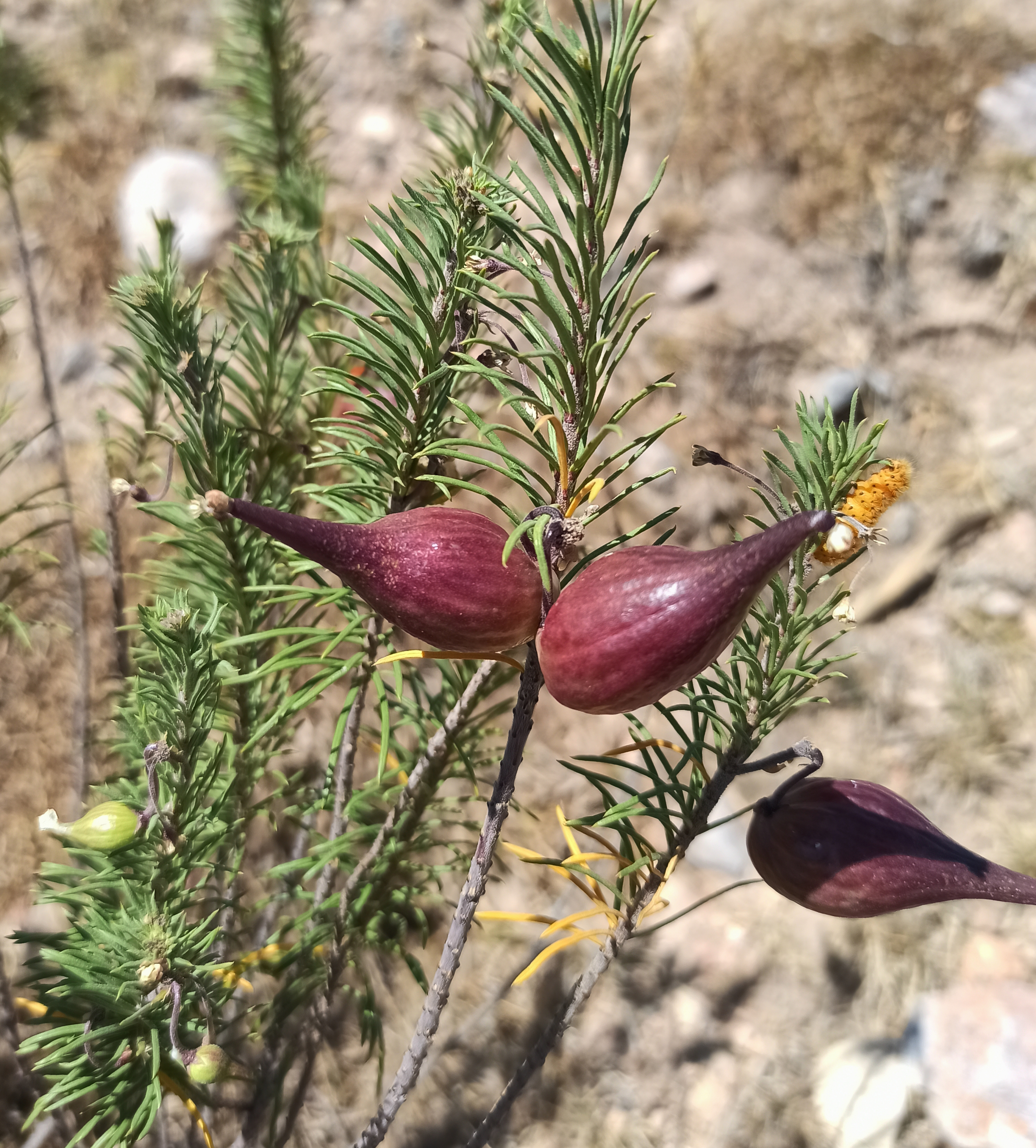
Frutos

## Descripción
Es una hierba grande perennifolia erecta o arbusto recubierto de pelos y con muchas hojas estrechas de color verde que se asemejan a las agujas del pino. La inflorescencia es una umbela con las flores, de color rosa con capuchas redondeados en el centro y verdosas corolas. El fruto es un folículo.

## Medicina popular
Utilizada para el tratamiento de dolores de muelas o dientes, en Sonora se emplea la raíz, y en Guanajuato el fruto molido, ambos en aplicación local interna.
Hervidas junto con las ramas de trompetilla (Bouvardia ternifolia) se toman en té, las veces que sea necesario para aliviar la tos o la tos ferina. Las hojas machacadas y mezcladas con alcohol se ponen como tapones en los oídos hasta que desaparezca el dolor en dolor de oídos. Además, se utiliza el látex en heridas pequeñas, como cicatrizante, y sobre lunares y verrugas para eliminarlos.
Se recomienda su uso para aliviar dolores de boca, catarro y calentura. Se le atribuyen propiedades como antidiabético, diurético y purgante.

## Historia
Las referencias de mayor antigüedad, datan del siglo XVI. Martín de la Cruz la señala como antiescabiátíco. El Códice Florentino refiere: "el zumo cura enfermedades de los ojos, la raíz molida se usa para curar los apostemas (granos)". En el mismo siglo, Francisco Hernández de Toledo relata: "la raíz es amarga, secante y calorífica en segundo grado, machacada y aplicada alivia la lepra. Abre las obstrucciones, cura las paperas y las úlceras pútridas, alivia el cólico, la tos, el empacho, purga los intestinos y quita la flatulencia; las hojas manan una leche que aplicada resuelve los forcínculos".
A finales del siglo XIX, el Instituto Médico Nacional la menciona como catártico.
En el siglo XX, Maximino Martínez reitera su uso como catártico, y la Sociedad Farmacéutica de México, la refiere como catártico y hemostático.

## Taxonomía
Asclepias linaria fue descrita en 1791 por Antonio José Cavanilles en Icones et Descriptiones Plantarum 1: 42, pl. 57.

### Etimología
Asclepias: nombre genérico dado por Esculapio, el dios griego de la medicina, por las muchas aplicaciones medicinales de las plantas de este género
linaria: epíteto latino que significa «similar al lino»

### Sinonimia
- Asclepias filiformis Sessé & Moc.
- Asclepias pinifolia Greene[3]

## Nombres comunes
- Romerillo, algodoncillo, chiche de burra, chichivilla cimarrona, cinco negritos, cola de gato, guajito, hierba del cuervo, patito, pinillo, plumilla, oreja de liebre, solimán, talayote de coyote.[1]
- Venenillo de México[4]